# 1782 Schneller
1782 Schneller este un asteroid din centura principală, descoperit pe 6 octombrie 1931, de Karl Reinmuth.